# Rabii Doukkana
Rabii Doukkana, né le 6 décembre 1987 à Rabat au Maroc, est un athlète français spécialiste des courses de demi-fond.

## Biographie
Rabii Doukkana est spécialiste du 1 500 mètres et du 5 000 mètres. Il mesure 1,71 m et pèse 54 kg. Il est arrivé en France en 2011. Son club est l'US Créteil Athlétisme.
Il est naturalisé français en 2019, le jour même où il réalise le niveau de performance requis pour les Mondiaux de Doha. Il franchit en 2019 les minimas pour les Jeux olympiques de Tokyo en 2021,.

## Palmarès
Il est finaliste au Championnats du monde junior à Pékin le 18 août 2006 sur 800 m avec l'équipe nationale d'athlétisme du Maroc au côté de David Lekuta Rudisha et Marcin Przemysław Lewandowski.
Il est vice-champion de France sur 1 500 mètres à Saint-Étienne en 2019.
Sélectionné le 9 août 2019 avec l’Équipe de France d'Athlétisme à Bydgoszcz en Pologne pour les Championnats d'Europe par équipes, il termine cinquième de la finale du 1 500 mètres.

## Records personnels
Rabii Doukkana établit le 16 juin 2018 un record personnel de 13 min 15 s 59 au meeting de Carquefou sur 5 000 m et le 24 août 2019, 3 min 33 s 11 au meeting de Paris sur 1 500 m, qui lui permet de réaliser les minimas pour les Jeux olympiques de Tokyo en 2021.

## Progression sur 1500 mètres
| Date | Lieu                   | Performance   |
| ---- | ---------------------- | ------------- |
| 2019 | Stade Charléty à Paris | 3 min 33 s 11 |
| 2018 | Ninove (Belgique)      | 3 min 36 s 13 |
| 2017 | Bruxelles (Belgique)   | 3 min 38 s 46 |
| 2016 | Kortrijk (Belgique)    | 3 min 38 s 19 |
| 2015 | Créteil (France)       | 3 min 43 s 83 |
| 2014 | Amiens (France)        | 3 min 37 s 81 |
| 2013 | Montbéliard (France)   | 3 min 41 s 54 |
| 2012 | Amiens (France)        | 3 min 40 s 25 |
| 2010 | Marrakech (Maroc)      | 3 min 46 s 98 |
| 2009 | Saint-Maur (France)    | 3 min 46 s 49 |
| 2006 | Rabat (Maroc)          | 3 min 45 s 66 |